# Aldo Tozzetti
Aldo Tozzetti (Greve in Chianti, 21 novembre 1921 – Roma, 7 gennaio 1997) è stato un politico e sindacalista italiano.

## Biografia
Militante del Partito Comunista Italiano, particolarmente attivo sui temi del diritto alla casa e alla cittadinanza, è segretario generale del sindacato Sunia. Da consigliere comunale a Roma contribuisce all'approvazione di diverse delibere per la riqualificazione urbanistica delle periferie.
Viene eletto alla Camera dei deputati nel 1976 nella Circoscrizione Roma-Viterbo-Latina-Frosinone, venendo poi riconfermato anche dopo le elezioni politiche del 1979. Conclude il mandato parlamentare nel 1983.
Si spegne a 75 anni. A Roma, in zona Colli Aniene, gli è stato intitolato un giardino.